# 古いお城のものがたり
「古いお城のものがたり」（ふるいおしろのものがたり）は、2005年2月 - 3月に、NHKの音楽番組『みんなのうた』で放送された楽曲。